# Helcaraxë
Helcaraxë o Helcaracsë (en élfico «hielo crujiente») es un lugar ficticio que pertenece al legendarium creado por el escritor británico J. R. R. Tolkien y que aparece en su novela póstuma El Silmarillion. Es un estrecho angosto que une a Aman y la Tierra Media por el norte ya que estos continentes se curvaban uno hacia el este y el otro hacia el oeste. Está cubierto de montañas movedizas de hielo, en el que hay vastas nieblas y vapores de frío mortal. Es un lugar inhóspito por el que casi nadie se atreve a transitar.
El primero en cruzar este estrecho fue Melkor huyendo junto con Ungoliant tras haber destruido los Árboles de Valinor. Poco después, Fingolfin lo cruzó con los Noldor que decidieron partir hacia la Tierra Media y que habían sido traicionados por Fëanor tras La Matanza de los Hermanos de Alqualondë. Muchos Noldor murieron durante esta penosa travesía, entre ellos Elenwë, la esposa de Turgon.
- Datos: Q2638853